# Reiki (era)
La Era Reiki (霊亀?) fue una era japonesa (年号 nengō?) posterior a la era Wadō y anterior a la era Yōrō. Abarcó del año 715 al 717. La emperatriz reinante fue Genshō-tennō (元正天皇?).

## Cambio de era
- Reiki gannen (霊亀元年?); 715: La nueva era fue creada para marcar el comienzo del reinado de la Emperatriz Genshō el octavo año del tercer día del noveno mes (715 d. C.)[2]

## Eventos de la era Reiki
- Reiki 1 (715): La Emperatriz Gemmei abdica y su hija recibe la sucesión, ascendiendo al poco tiempo formalmente al trono. El emperador Mommu, padre de Genshō había fallecido en 707 pero su hijo era muy joven para ser nombrado sucesor, por lo que la madre había ascendido al trono como la Emperatriz Gemmei. Posteriormente la Emperatriz Genshō tomó un rol similar.[3]